# Peperomia defoliata
Peperomia defoliata är en pepparväxtart som beskrevs av C. Dc.. Peperomia defoliata ingår i släktet peperomior, och familjen pepparväxter. Inga underarter finns listade i Catalogue of Life.